# Ravno do dna
Ravno do dna — студийный альбом группы Azra, издан в 1982 году лейблом Jugoton.

## Об альбоме
Путешествуя по Югославии в 1981 году, Azra планировала завершить турне концертом в зегребском Доме спорта, но потом в качестве площадки был выбран клуб «Кулушич» (Kulušić). После того как билеты на пять концертов были распроданы, добавили ещё два; таким образом, Azra провела 7 выступлений подряд.
Обложка альбома представляет собой фотографию фронтмена группы Бранимира Штулича в клубе «Кулушич». Автор фотографии — Давор Шарич (Davor Šarić).
Хотя первоначально Ravno do dna планировался как двойной альбом, в конце концов он был выпущен в виде 3-х долгоиграющих пластинок. В дополнение ко всем песням из первого альбома, за исключением «Žena drugog sistema», включены четырнадцать до тех пор неизданных треков.

## Список композиций
1. «Uradi nešto»
2. «Poziv na ples»
3. «Tople usne žene»
4. «Iggy pop»
5. «Bankrot mama»
6. «A šta, da radim»
7. «Lijepe žene prolaze kroz grad»
8. «Plavo — smeđe»
9. «Reket roll iz šume Striborove»
10. «Vrijeme odluke»
11. «Nemoj po glavi d.p.»
12. «Vrata podzemnih voda»
13. «Pit. I to je Amerika»
14. «Grad bez ljubavi»
15. «Svjetska lada»
16. «Kad Miki kaže da se boji»
17. «Pametni i knjiški ljudi»
18. «Jablan»
19. «Sestra Lovel 1984»
20. «Suzy F. (kada vidim Beč)»
21. «Ne želim ništa loše da ti uradim»
22. «Marina»
23. «Prokleto ljut»
24. «Sjaj u kosi»
25. «Ne mogu pomoći nikome od nas»
26. «Ostavi me nasamo»
27. «Đoni budi dobar»
28. «Fa fa fa»
29. «Gracija»
30. «Provedimo vikend zajedno»
31. «Visoko iznad vlakova»
32. «Teško vrijeme»
33. «Ravno do dna»
34. «Nedjeljni komentar»
35. «Rođen da budem šonjo»
36. «Poljubi me»
37. «Poljska u mome srcu»
38. «Kurvini sinovi»
39. «Uvijek ista priča»
40. «Krvava Meri»
41. «Užas je moja furka»
42. «Balkan»
43. «Odlazak u noć»
44. «Obrati pažnju na posljednju stvar»